# Гомер
Гомер (Gomer, Gómer, Gōmer; Komer, Kimer, Comer, Cimer, Cimmbri, Cimvri גֹּמֶר;) е по Битието (1. Mose 10,2) най-възрастният син на Яфет и внук на Ной. Dhorme е сигурен, че библейският Гомер отговаря на асирийския Гимири (Gimirri; Gi-mir-ra-a-a). Така те отговарят на Херодотовите кимери.
Неговите синове са:
- Асханаз
- Рифат
- Тогарма